# Зофія Лісса
Зофія Лісса (пол. Zofia Lissa; 19.10.1908 — 26.03.1980) — польська викладачка музики і музикознавиця.

## Життєпис
Зофія Лісса народилася у Львові та вивчала теорію фортепіано та музики у Польському музичному товаристві Львова. Продовжила навчання з музикознавства у Адольфа Хибінського в Університеті ім. Яна Казимира у Львові (1924—1929), де також вивчала філософію з Казімежем Твардовським та Романом Інгарденом і відвідувала лекції з психології та історії мистецтва. У 1929 р. здобула докторський ступінь, захистивши дисертацію на тему «Гармонії Олександра Скрябіна»". Після навчання викладала теорію музики у Львівській консерваторії, музичній школі Кароля Шимановського та музичній школі ім. Фридерика Шопена у Львові, а також досліджувала музичність дітей та підлітків у львівському Інституті психології. У 1937 році написала першу польську роботу з кінематографії «Музика та відео».
Після анексії Львова до Радянського Союзу під час Другої світової війни Зофія Лісса працювала на Радіо Львів, а в 1940 р. — деканом факультету музичної теорії Львівської консерваторії. У 1941 році, після нацистської атаки на Львів, переселена в Наманган, Узбекистан, де викладала музику. У 1943 році була однією з перших, хто приєднався до Союзу польських патріотів. В Москві організовувала радіоконцерти, писала огляди польських музичних концертів і публікувала книги пісень і ноти, включаючи «Пісенник польських дітей у СРСР» (1944), «Пісенник польського солдата» (1944) і «Пісні та ігри для польського дитячого садка в СРСР» (1945). Після війни Лісса залишилася в Москві, де їй запропонували посаду культурного аташе в польському посольстві.
У 1947 році Зофія Лісса переїхала до Варшави і зайняла посаду заступниці директора кафедри музики при Міністерстві культури і мистецтв, де займалася питаннями наукової діяльності та музичної культури. У 1947 році отримала призначення в Університеті Адама Міцкевича в Познані. У 1948 р. організувала факультет музикознавства Варшавського університету, а з 1958 по 1975 рр. була його директором. У 1951 році отримала звання доцента, а в 1957 — професора університету. Під керівництвом Лісси Інститут брав активну участь у спонсорських зустрічах і конференціях, включаючи «Прокоф'євську сесію» (1959), перший міжнародний конгрес з Шопена (1960) і сесію, присвячену роботі Кароля Шимановського (1962).
Лісса ініціювала організацію фестивалю «Musica Antiqua Europae Orientalis» у Бидгощі (1963) та супровідного міжнародного конгресу музикознавства, який очолила. У 1966 році разом з Жеромом Фейхтом організувала центр документування та ініціювала інвентаризацію ранньої польської музики, в результаті якої вийшов випуск серії «Antiquitates Musicae in Polonia». Під час своїх досліджень залучилася до лівих кіл і брала активну участь у ідеологічних дебатах з естетики та методології марксистських підходів до музикознавства.
Була членом правління (1947—1948) і віце-президентом (1949—1954) Союзу польських композиторів, і за її ініціативою Союз польських композиторів почав приймати в члени музикознавців. Була членом президії Міжнародного музикознавчого товариства (1965—1977), з 1955 р. член-кореспондентом Берлінської академії мистецтв, з 1963 р. — Саксонської академії наук в Лейпцигу, а з 1972 р. — Академії наук та літератури в Майнці.
Наукові інтереси Зофії Лісси включали історію та теорію музики, історію та естетику музики, методологію історії та музичної теорії та історію сучасної польської музики. Її роботи в значній мірі свідчать про епоху, в якій були створені, і є суперечливими, оскільки її методологічний підхід базувався на марксистській ідеології. Зофія Лісса запровадила новий підхід до польської музикознавчої літератури, розглядаючи музичні стилі у їхніх взаєминах і підкреслюючи соціальні функції музики. Бібліографія її робіт включає близько 600 найменувань, включаючи кілька книг, десятки монографій і сотні статей, багато з яких були перекладені на іноземні мови. Померла у Варшаві.

## Відзнаки та нагороди
За свою роботу Зофія Лісса удостоєна премії Союзу польських композиторів (1950), ордена Відродження Польщі, Лицарського Хреста (1952), Державної премії другого ступеня (1953), премії Комітету з радіо і телебачення (1966), Срібної медалі на Венеціанському бієнале (1969), премії Міністерства вищої освіти (1965 та 1977), II класу (1971 та 1976) та нагороди Міжнародної музичної ради (1979).

## Публікації
З. Лісса була надзвичайно плідною авторкою, публікуючи статті, монографії та тексти, серед яких: 
- Схема музичної науки: Національний департамент, Національний інститут, Львів 1934
- Музика та фільм: Навчання на межі онтології, естетики та психології кінематографії, Книги Львів, Львів 1937
- Зауваження щодо методу: З методологічних питань сучасної музикознавства, PIS, Варшава 1950
- Польська музикознавство на рубежі: слухання та критичні наукові статті (написані в 1947-1951 роках), PWM, Краків 1952
- Деякі аспекти музичної естетики у світлі статей Йосипа Сталіна про марксизм у мовознавстві, Краків 1952
- Музика польської епохи Відродження [співавтор: Джозеф М. Хомінський], PIW, Warszawa 1953
- Особливість музики , PWM [print], Краків 1953
- Об'єктивність прав у марксистській історії та теорії музики, PWM, Краків 1954
- Повстання вчених: Тадеуш Селіговський, PWM, Краків 1955
- Історія російської музики, PWM, Краків 1955
- Вокальна музика в першій половині XVII століття, [співавтор: Володимир Позняк], в: Універсальна історія музики, том 1 (під редакцією Йозефа М. Хомінського, Зофії Лісси), PWM, Краків
- Естетика кінематографічної музики , PWM, Краків 1964
- Нариси з естетики музики [збірка досліджень 1938-1964 рр.], Краків 1965
- Дослідження роботи Фредеріка Шопена, PWM, Краків 1970
- Вступ до музикознавства, PWN, Варшава 1970 (друге видання 1974)
- Полоніка Бетховена, PWM, Краків 1970
- Нові проекти естетики музики [збірка досліджень 1968-1973 рр.], PWM, Краків, 1975